# Phareas coeleste
Phareas coeleste is een vlinder uit de familie van de dikkopjes (Hesperiidae). De wetenschappelijke naam van de soort is voor het eerst geldig gepubliceerd in 1852 door John Obadiah Westwood.